# Kłopotek czarny
Kłopotek czarny (Spondylis buprestoides) – chrząszcz z rodziny kózkowatych. Kształt ciała wyraźnie odróżnia S. buprestoides od innych przedstawicieli Cerambycidae.

## Morfologia
Barwa smolista czarna, ze słabym metalicznym połyskiem. Ciało walcowate, szeroka głowa z dużymi, nerkowatymi oczami i silnie rozwiniętymi żuwaczkami. Czułki krótkie, paciorkowate. Pokrywy nie zasłaniają ostatniego segmentu odwłokowego. Występuje w wielkości od 10 do 25 mm.

## Występowanie
Palearktyka: Europa, Kaukaz, Azja Mniejsza, Syberia, Mongolia, Chiny, Korea, Japonia. Gatunek pospolity w lasach iglastych, głównie sosnowych. Zasiedla drzewostany różnowiekowe, nawet niewielkie obszarowo, preferując stanowiska ocienione. Zasiedla podziemne części pniaków oraz korzenie stojących lub powalonych drzew.

## Rozmnażanie
Samica składa jaja w grupach po 2–6 sztuk, zaczynając od szyi korzeniowej a następnie na coraz głębiej położonych korzeniach (nawet do gł. 3 m). Larwy wylęgnięte po 10–20 dniach wgryzają się w korę i żerują w niej, a później przechodzą między korę a drewno. Chodniki wypełnione są silnie ubitą mączką z kory i drewna. W połowie maja larwy przechodzą w stan przed-poczwarki, który trwa na ogół 7 dni. Okres stadium poczwarkowego trwa 14–20 dni a wylęgłe imagines przebywają w kolebkach około tygodnia w zależności od warunków klimatycznych.

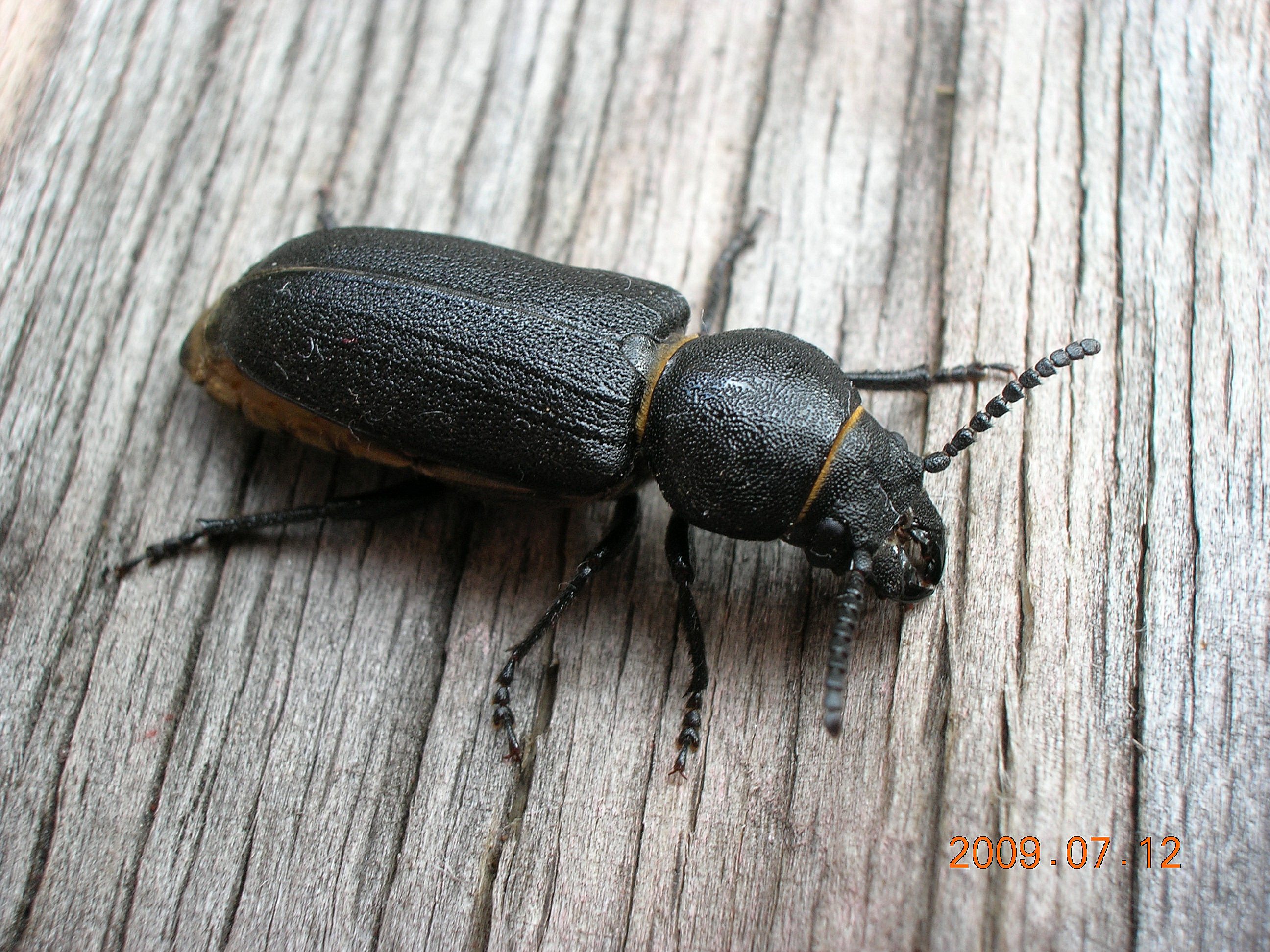
Kłopotek czarny – osobnik dorosły.
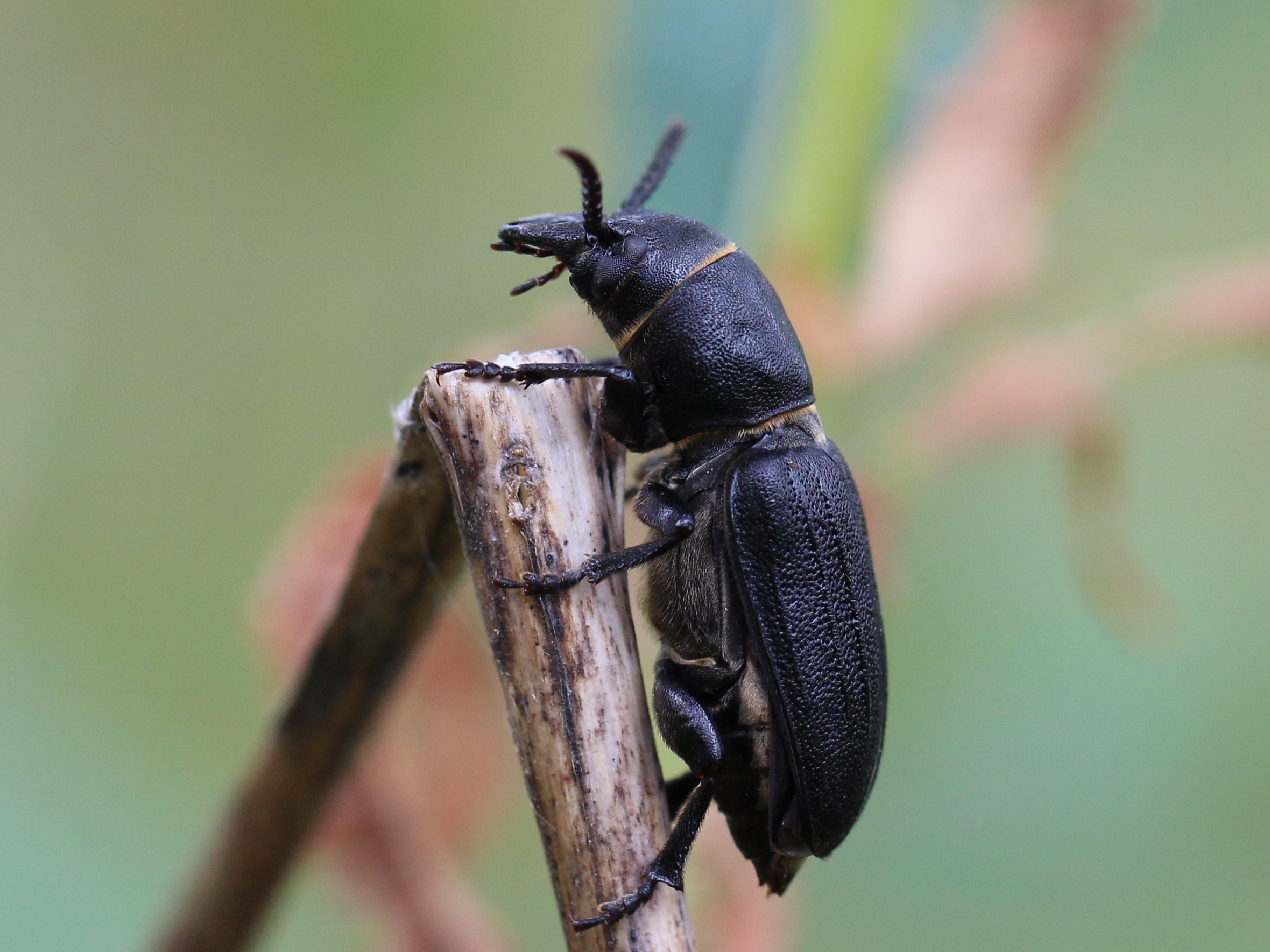
Kłopotek czarny
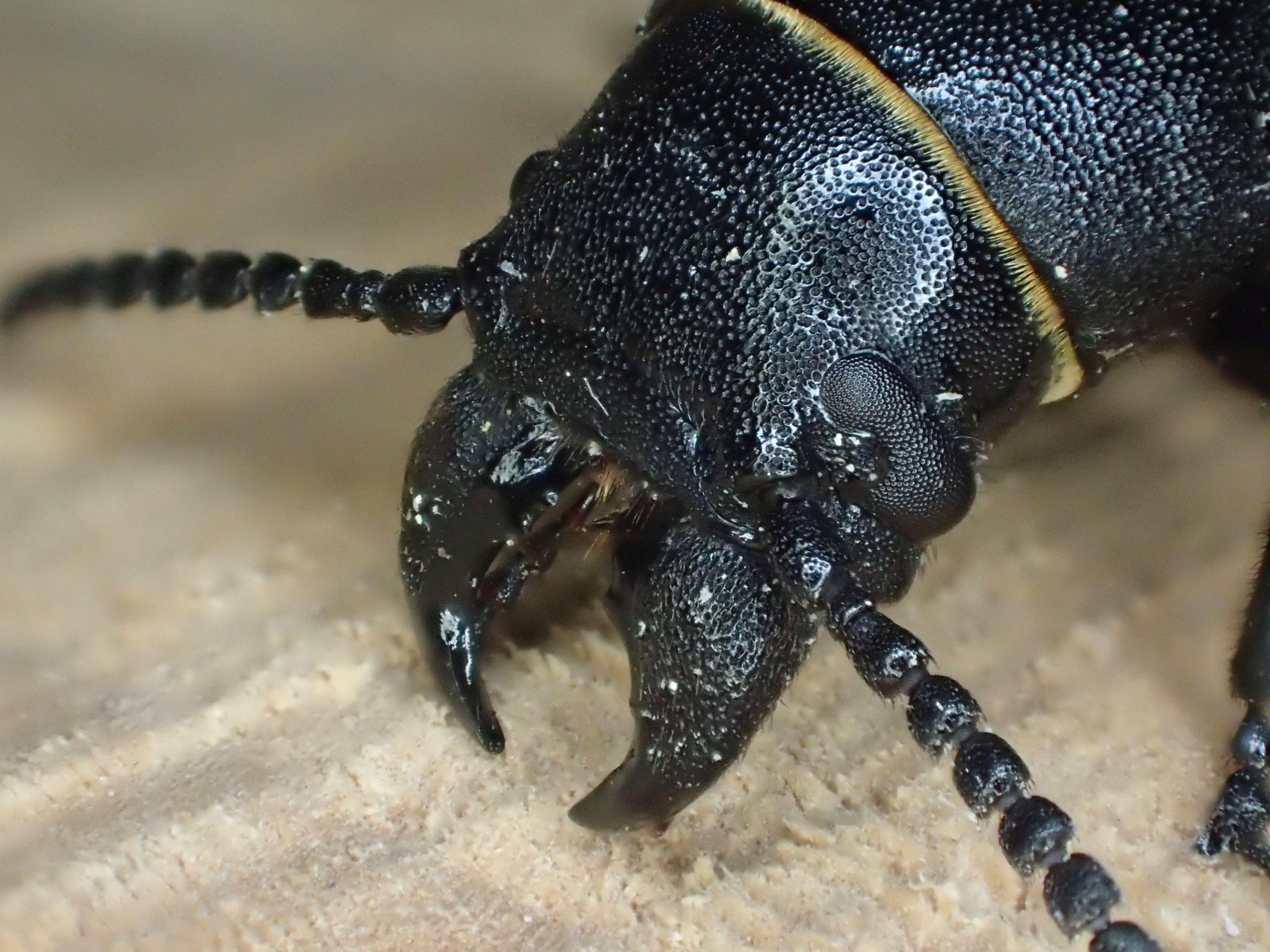
Kłopotek czarny – głowa
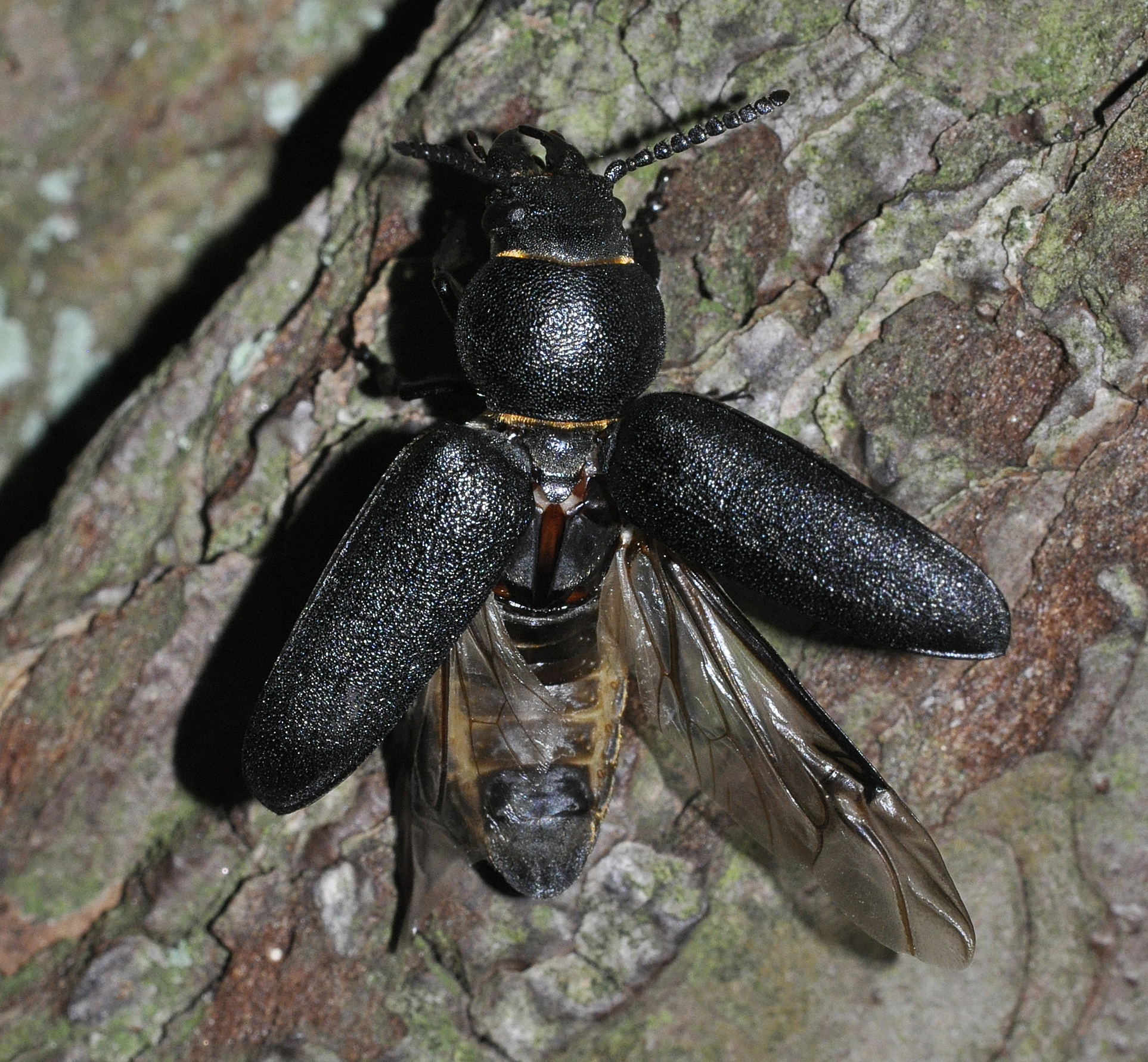
Kłopotek czarny – z odsłoniętym odwłokiem